# 首都机场高速公路
首都机场高速公路（大兴机场开通前原名机场高速，京高速S12）是连接北京市区和北京首都国际机场的高速公路，于1993年通车。
机场高速从三环三元桥起，连接三、四和五环路，与机场南线交叉后到达首都机场1、2号航站楼。其延长线（三元桥至东直门北桥段）并不作为其一部分，而被视作城市快速路。

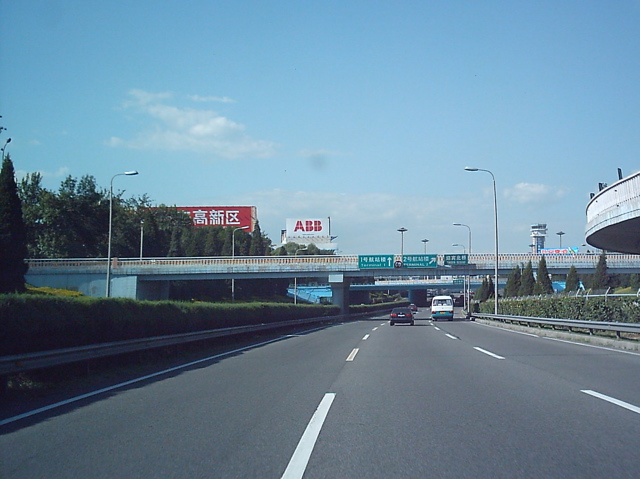
机场高速公路

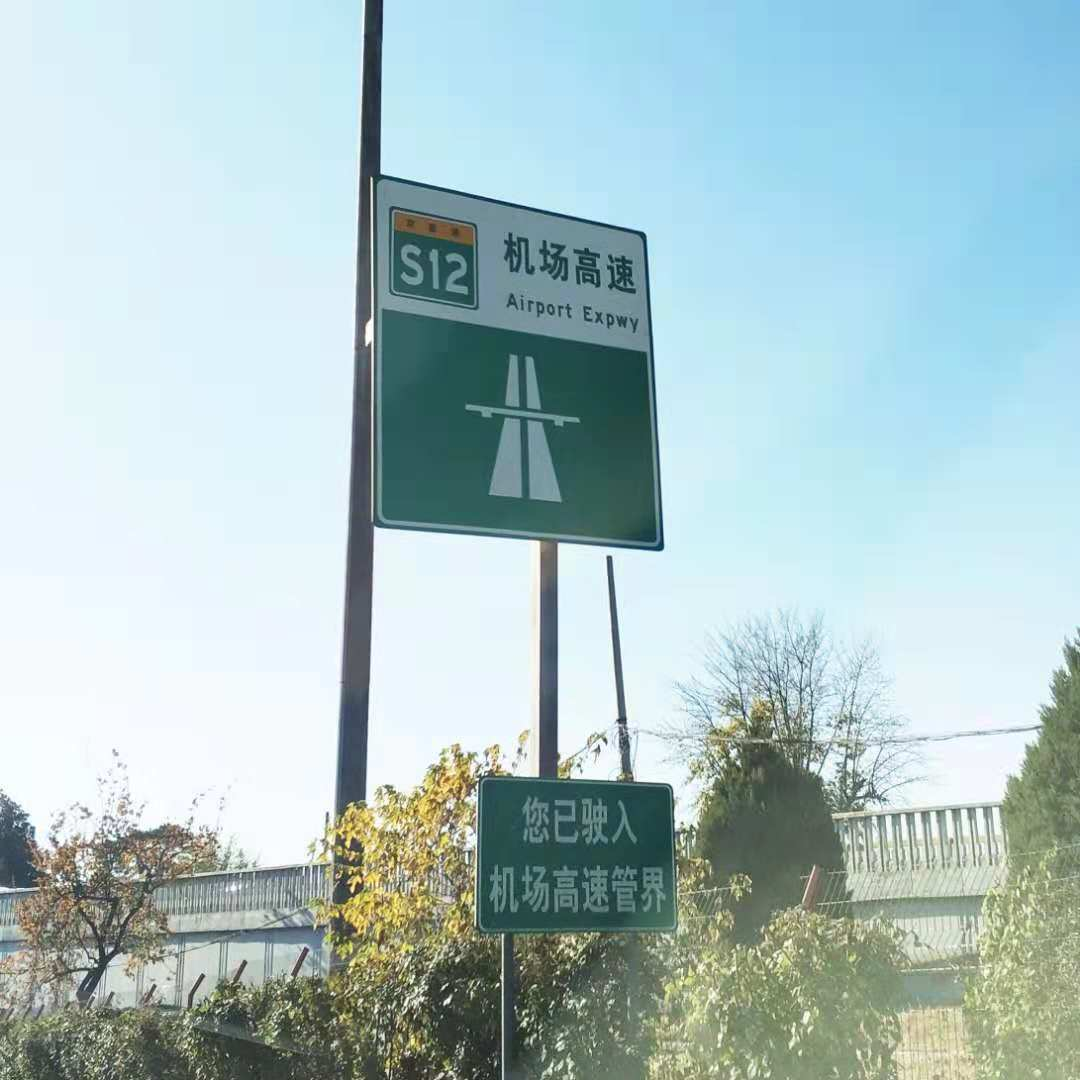
首都机场高速机场端起始标志

## 历史
1992年7月2日，经国务院批准，首都机场高速正式开工兴建，由中国公路桥梁建设总公司与京津塘高速公路北京市公司联合组建的首都高速公路发展公司筹资并建设。1993年9月14日，全线竣工通车，由时任国务院总理李鹏剪彩。在首都机场高速通车前，前往机场通常要行驶京密路。
2004年9月，首都机场高速开始实行分车道限速，取消超车道，成为中国第一条按照新的《道路交通安全法》规定限速的高速公路。
2011年，首都机场高速调整道路通行收费标准。机场方向收费标准由每车次10元调整为5元，进京方向停止收费。

## 路况
首都机场高速全长18.735公里，路基宽34.5米，双向6车道，两侧路边各设有3米宽的紧急停车带。沿线有立交桥8座，跨河桥2座，通道桥9座，路基路面结构层共67厘米厚。

### 速度限制
高速最左侧车道为小客车专用道，最高时速120公里，最低时速100公里；中间车道最高时速为100公里，最低时速为80公里；右侧行车道最高时速为100公里，最低时速为60公里。距离终点1.5公里处，时速减为80公里；距离终点500米处，限速减为40公里。

### 收费
该高速为收费公路，机场方向收费5元，进京方向免费。持京承高速黄港收费站去往京平高速方向、首都机场第二高速公路岗山收费站市区方向、京平高速吴各庄收费站市区方向的通行票据，在当日通行天竺收费站时，可验票免费通行一次。

## 互通枢纽及服务设施

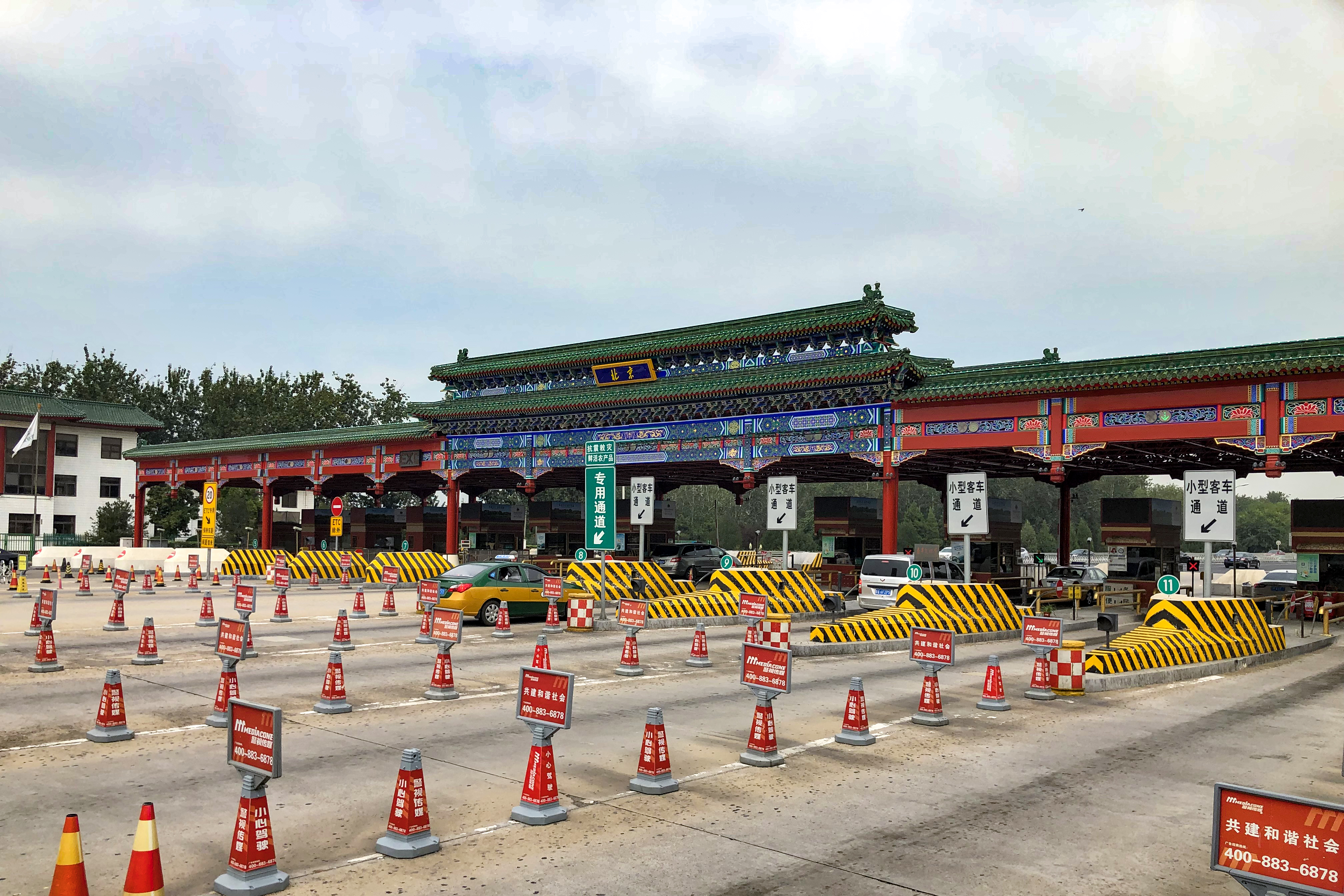
天竺收费站（机场方向）

| 地区                                                                                         | 里程    | 类型       | 名称         | 连接                       | 说明                                                      |
| -------------------------------------------------------------------------------------------- | ------- | ---------- | ------------ | -------------------------- | --------------------------------------------------------- |
| 北京市朝阳区                                                                                 | 0 km    | 枢纽       | 三元桥       | 北京三环路                 | 三环路双向→S12二环方向不互通                              |
| 北京市朝阳区                                                                                 | 2 km    | (1)        | 四元桥       | 北京四环路                 | 四环路双向↔S12机场方向、S12二环方向→北四环方向，共5条匝道 |
| 北京市朝阳区                                                                                 | 4.5 km  | (2)        | 大山桥       | 酒仙桥北路 望京街 酒仙桥路 |                                                           |
| 北京市朝阳区                                                                                 | 6 km    | (3)        | 五元桥       | 五环路                     | S50双向→S12二环方向不互通                                 |
| 北京市朝阳区                                                                                 | 8.5 km  | (4)        | 北皋桥       | 101国道                    |                                                           |
| 北京市朝阳区                                                                                 | 12 km   | (5)        | 苇沟         | 东苇路                     |                                                           |
| 北京市顺义区                                                                                 | 14.5 km | (6)        | 温榆桥       | 京平高速                   | S32京承高速方向↔S12二环方向不互通                         |
| 北京市顺义区                                                                                 | 14.5 km | (7)        | 天竺桥       | 杨林大道                   |                                                           |
| 北京市顺义区                                                                                 |         | 主线收费站 | 天竺收费站   | 天竺收费站                 | 二环方向不收费                                            |
| 北京市朝阳区                                                                                 | 16 km   | (8A、8B)   | 迎宾桥       | 首都机场辅路               | 机场方向设出入口连接机场辅路 迎宾桥匝道仅与二环方向连接   |
| 北京市朝阳区                                                                                 | 17 km   | (8、9)     | 华谊桥       | 天北路 航站楼联络线        | 二环方向设出入口连接天北路 航站楼联络线仅与机场方向连接   |
| 北京市朝阳区                                                                                 | 18 km   | (9)        | 迎宾北桥     | 首都机场路                 | 机场方向出口 二环方向入口                                 |
| 北京市朝阳区                                                                                 | 19 km   | 枢纽       | 首都国际机场 | 首都国际机场               | 北京首都国际机场T1航站楼和T2航站楼                        |
| 1.000 英里 = 1.609 千米；1.000 千米 = 0.621 英里 并行路段 • 已关闭／取消 • 限制进入 • 未开放 |         |            |              |                            |                                                           |